# Spoorlijn 260A
Spoorlijn 260A was een Belgische industrielijn in Charleroi. De lijn verbond het vormingsstation Monceau met de energiecentrale van Amercoeur. De enkelsporige lijn was 2,5 km lang. In het verleden heeft het gedeelte tussen Monceau en Docherie ook het nummer 120A gehad, het gedeelte tussen Docherie en Amercoeur had lijnnummer 193

## Aansluitingen
In de volgende plaatsen was er een aansluiting op de volgende spoorlijnen:
Monceau
Spoorlijn 124 tussen Brussel-Zuid en Charleroi-Centraal
Spoorlijn 124A tussen Luttre en Charleroi-Centraal
Spoorlijn 260 tussen Monceau en Charleroi-West
Spoorlijn 266 tussen Monceau en Fosse 6
Spoorlijn 268 tussen Monceau en Monceau-Usines
Y Damprémy
Spoorlijn 260B tussen Y Damprémy en Fosse Saint-Auguste